# Déšť žab

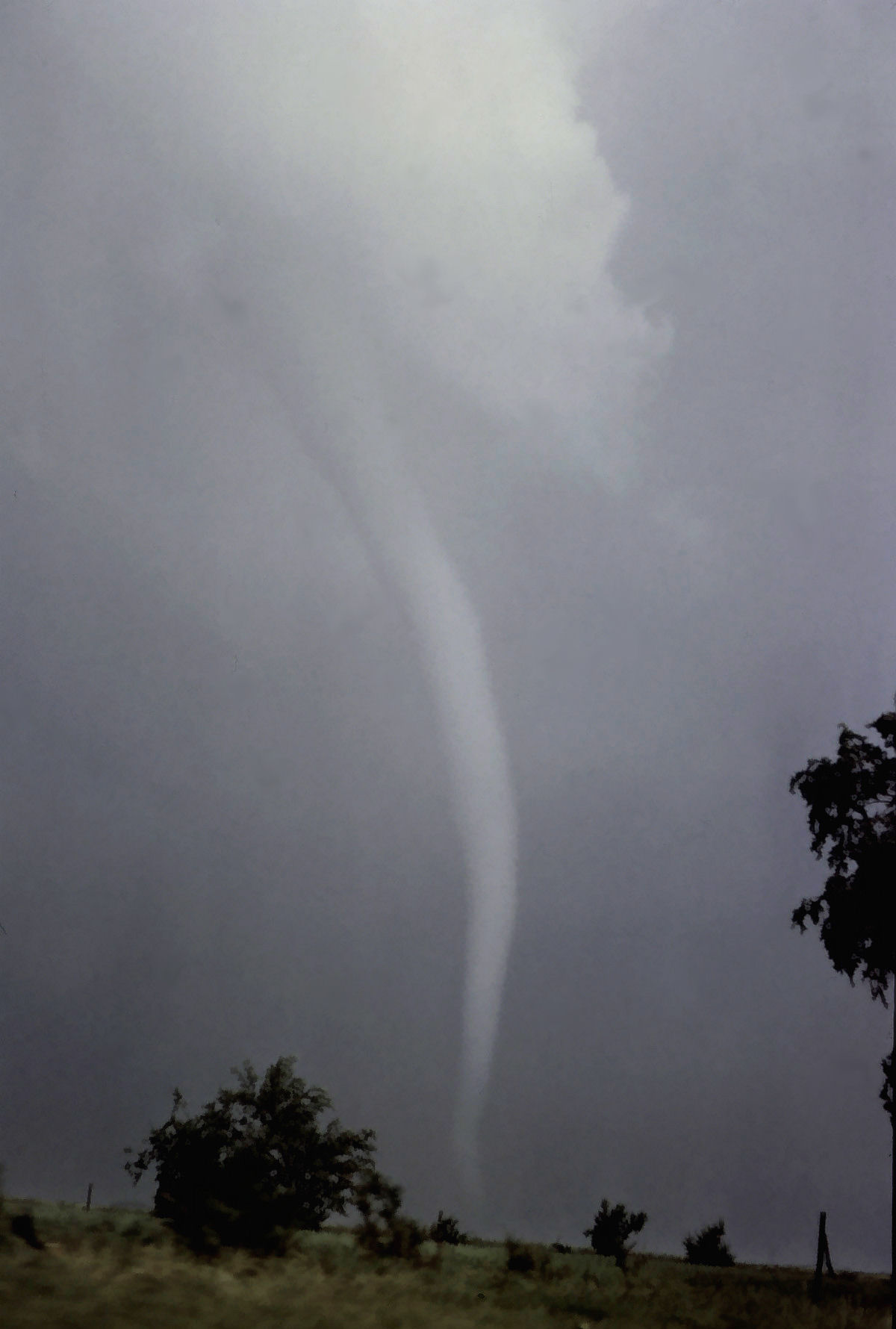
Déšť žab může být způsoben tornádem

Déšť žab je relativně častý meteorologický fenomén, často vysvětlovaný nasátím živočichů do atmosféry tornádem. Dříve či později gravitace ale převládne a žáby padají k zemi podobně jako déšť.
V závislosti na teplotách a době pobytu v povětří jsou dopadlé žáby popisovány jako překvapené, avšak zdravé, byly ale zaznamenány případy žab umrzlých, nebo dokonce zamrzlých v ledu, svědčící o výškách, do nichž mohou větry zvířata vynést.
Zaznamenané případy padajících žab:
- Trowbridge, Wiltshire, 16. června 1939
- Leicester, Massachusetts, 7. září 1953
- Cirencester, Gloucestershire, 1986
- Llanddewi Brefi, Ceredigion (Cardiganshire), Wales, 1996
- Villa Angel Flores, Mexiko, červenec 1997
- Croydon, Londýn, březen 1998
- Odžaci, Srbsko, 3. července 2005

Déšť žab se vyskytuje i ve filmu Magnolia z roku 1999 a Tisícročná včela z roku 1983.